# 831 Stateira
831 Stateira је астероид главног астероидног појаса чија средња удаљеност од Сунца износи 2,212 астрономских јединица (АЈ). 
Апсолутна магнитуда астероида је 12,8 а геометријски албедо 0,238.